# باراكاس (كاستيلون)
بلدية باراكاس (بالإسبانية: Barracas)‏، هي إحدى بلديات مقاطعة كاستيلون التي تقع في منطقة بلنسية، في شرق إسبانيا.
يبلغ عدد سكانها 192 نسمة وفقاً لإحصائية سنة (2006).